# Buborn
Buborn là một xã thuộc huyện Kusel, bang Rheinland-Pfalz, phía tây nước Đức. Xã Buborn có diện tích 2,87 km², dân số thời điểm ngày 31 tháng 12 năm 2006 là 164 người.